# German Juniors 2009
Das German Juniors 2009 im Badminton fand vom 5. bis zum 8. März 2009 in Berlin statt. Es war die 26. Austragung dieses bedeutendsten internationalen Badminton-Juniorenwettkampfs in Deutschland.

## Sieger und Platzierte
| Disziplin    | Gold                              | Silber                         | Bronze                                 |
| ------------ | --------------------------------- | ------------------------------ | -------------------------------------- |
| Herreneinzel | Iskandar Zulkarnain Zainuddin     | Muhammad Syawal Mohd Ismail    | B. Sumeeth Reddy                       |
| Herreneinzel | Iskandar Zulkarnain Zainuddin     | Muhammad Syawal Mohd Ismail    | Kang Ji-wook                           |
| Dameneinzel  | Lee Joo-hee                       | Lee So-hee                     | Siki Reddy                             |
| Dameneinzel  | Lee Joo-hee                       | Lee So-hee                     | Tse Ying Suet                          |
| Herrendoppel | Berry Angriawan Muhammad Ulinnuha | Sylvain Grosjean Sam Magee     | Sai Praneeth Bhamidipati Pranav Chopra |
| Herrendoppel | Berry Angriawan Muhammad Ulinnuha | Sylvain Grosjean Sam Magee     | Choi Young-woo Kang Ji-wook            |
| Damendoppel  | Choi Hye-in Lee Se-rang           | Selena Piek Iris Tabeling      | Franziska Burkert Carla Nelte          |
| Damendoppel  | Choi Hye-in Lee Se-rang           | Selena Piek Iris Tabeling      | Lee So-hee Shin Seung-chan             |
| Mixed        | Kang Ji-wook Choi Hye-in          | Muhammad Ulinnuha Jenna Gozali | Mads Conrad-Petersen Anne Skelbæk      |
| Mixed        | Kang Ji-wook Choi Hye-in          | Muhammad Ulinnuha Jenna Gozali | Jacco Arends Selena Piek               |